# Comuna Polohî, Novi Sanjarî
Polohî (în ucraineană Пологи) este o comună în raionul Novi Sanjarî, regiunea Poltava, Ucraina, formată din satele Lîsivka, Polohî (reședința) și Strîjivșciîna.

## Demografie
Componența lingvistică a comunei Polohî
     Ucraineană (92,26%)
     Rusă (7,27%)
     Alte limbi (0,32%)
Conform recensământului din 2001, majoritatea populației comunei Polohî era vorbitoare de ucraineană (92,26%), existând în minoritate și vorbitori de rusă (7,27%).